# サンブル川

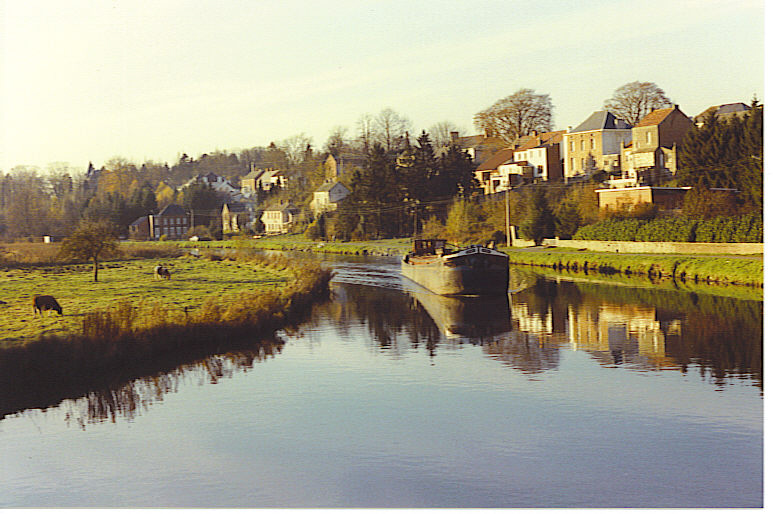
エノー州を流れるサンブル川

サンブル川（サンブルがわ、Sambre）は、北フランス、南ベルギーを流れる川。全長193kmで、ナミュールでマース川（ミューズ川）に合流する。

## 地理
フランス エーヌ県のLe Nouvion-en-Thiéracheに源を発する。フランス・ベルギーの炭田地帯を流れるためにその流域はかっては重要な工業地帯であった。ミューズ川との間には多くの運河で結ばれ、最終的にナミュールでミューズ川に合流する。オワーズ川とは、サンブル-オワーズ運河で結ばれている。
流域地域はフランスのエーヌ県、ノール県、ベルギーのエノー州、ナミュール州である。

## 歴史
- 紀元前57年、ガイウス・ユリウス・カエサルがベルゲ族と戦った場所である。
- 第1次世界大戦ではシャルルロワの戦い（1914年）、サンブルの戦い（1918年）などがこの流域で戦われた。